# Matei Csák al II-lea
Matei Csák (n. anii 1230 – d. 1283) a fost voievod al Transilvaniei de trei ori: 1270 - 1272, 1274 - 1275 și 1276 - 1277. Făcea parte din familia nobiliară Csáki. A fost în conflict cu Nicolae Geregye.
În 1275, Matei a cedat tronul unui alt membru din familia Csaki Ugrinus Csák, dar acesta i-a redat tronul în 1276.